# Vita Sackville-West
Victoria Mary Sackville-West (Kent, 9 de març de 1892-castell de Sissinghurst, Kent, 2 de juny de 1962) va ser una poeta i novel·lista anglesa, també coneguda com a Vita Sackville-West.

## Biografia
Filla única d'Edward Lionel Sackville-West III, baró de Sackville i de Victoria Josefa Dolores Catalina Sackville-West, Vita va néixer al castell de Knole, condomini que la reina Elisabet havia regalat a Thomas Sackville al segle xvi. Aquest castell era la seva passió impossible, ja que, tot i haver-hi viscut des de petita, en ser dona no el podia heretar. El 1928 va passar a mans de l'hereu familiar, el seu oncle Charlie.
Als vint-i-dos anys, el 1910, Vita va conèixer el jove diplomàtic Harold Nicolson. Es van casar l'1 d'octubre de 1913 i van tenir dos fills: Benedict, historiador de l'art i editor de la revista Burlington i Nigel, escriptor i editor. Amb Harold viatjà incansablement i, tot i ser un company excepcional, Vita va tenir un gran nombre d'amants. La seva biògrafa, Victoria Glendinning, li n'atribueix fins a divuit entre 1909 i 1952, la més coneguda, Virginia Woolf.
Vita i Virginia Woolf van coincidir en un sopar organitzat per Clive Bell, el 14 de desembre de 1922 i, tot i que Woolf va escriure al seu diari que el matrimoni Nicolson eren "estúpids", quedà prou impressionada amb Victoria. A la setmana següent van quedar per sopar una altra vegada i així van iniciar una genuïna amistat que duraria dinou anys, fins a la mort de Virginia. Fou gràcies a aquest vincle que Vita es va poder introduir en el grup de Bloomsbury, tot i que mai va ser-ne considerada un membre.
La parella formada per Vita Sackville-West i Harold Nicolson fou molt peculiar, però molt estable. A partir de 1917, Vita va descobrir que ell era homosexual i van pactar una sinceritat absoluta, així l'aristòcrata començà a parlar obertament a Harold dels seus sentiments cap a Virginia. Quan el novembre de 1925 Nicolson fou nomenat segon conseller de la British Legation a Teheran, formant part de l'equip del ministre Percy Loraine, la relació entre Vita i Virginia estava en el seu millor moment, així que va decidir no acompanyar el marit, tot i que va prometre visitar-lo.

## El viatge a Iran
El 20 de gener de 1926, Vita Sackville-West deixa Londres rumb a Teheran amb la seva amiga poeta Dorothy Wellesley, deixant enrere una Virginia desconsolada. Les dues amigues arriben a Egipte per, després de visitar Luxor, marxar cap a l'Índia, baixant pel canal de Suez fins a arribar a Bombai. Dorothy l'acompanya fins a Agra i Nova Delhi, on els seus viatges se separen. Wellesley torna a Londres i Vita continua el viatge cap al golf Pèrsic. Després de desplaçar-se amb vaixell fins a Basra, amb febre i un turmell lesionat, i de creuar el desert amb tren, arriba a Bagdad, on l'espera Gertrude Bell, que impressionà profundament l'escriptora. Juntes van recórrer carres estrets i basars, comprant records i fent plans per tornar-se a trobar a la tardor a Bagdad; malauradament Bell va morir el juliol d'aquell any. De Bagdad va marxar en tren cap a la frontera amb Pèrsia, i s'afegí al comboi de carretes de Trans-Desert Mail, amb què va arribar, després de passar moltes aventures, a Kermansah, on es va trobar amb el seu marit, Harold Nicolson. Junts van marxar cap a Teheran, a on van arribar el 5 de març de 1926. Es van instal·lar a la casa que Nicolson tenia assignada dins del recinte diplomàtic. D'aquest viatge sorgiria el seu llibre Passsanger to Teheran.
La primavera de 1927 hi tornaria, aquest cop amb el seu marit i tres amics, durant dotze dies, a través de la serralada Bakhtiari, al sud-oest de l'actual Iran. D'aquest periple sorgiria Dotze dies, un relat publicat l'any 1928 i editat en català, amb fotografies fetes per la mateixa autora durant el trajecte.